# 高锷
高锷，中华人民共和国政治人物、外交官。
1981年，接替孙盛渭，担任中华人民共和国驻斯里兰卡大使 兼驻马尔代夫大使。1984年，由周善延接任。